# 约翰·里德·斯万顿
约翰·里德·斯万顿（John Reed Swanton；1873年2月19日—1958年5月2日），美国人类学家，印第安人研究者。他曾师从于美国著名人类学家法蘭茲·鮑亞士，并因此深受后者理论与实践的影响。他对美国印第安人研究做出了杰出的贡献。
斯萬頓在緬因州的加德納出生，後來進入哈佛大学，1897年取得碩士學位，1900年取得博士學位。
1932年出任美國人類學會的會長。